# Ormoy-lès-Sexfontaines
Ormoy-lès-Sexfontaines település Franciaországban, Haute-Marne megyében. Lakosainak száma 40 fő (2022. január 1.). Ormoy-lès-Sexfontaines Annéville-la-Prairie, Marbéville, Meures, Oudincourt, Sexfontaines és Soncourt-sur-Marne községekkel határos.

## Népesség
A település népességének változása:
| Lakosok száma | 93   | 56   | 53   | 43   | 48   | 47   | 43   | 41   | 41   | 40   |
|               | 1968 | 1982 | 1990 | 2006 | 2013 | 2015 | 2017 | 2019 | 2020 | 2022 |